# Montclus (Alpy Wysokie)
Montclus – miejscowość i gmina we Francji, w regionie Prowansja-Alpy-Lazurowe Wybrzeże, w departamencie Alpy Wysokie.

## Demografia
Według danych na rok 1999 gminę zamieszkiwało 48 osób, a gęstość zaludnienia wynosiła 2 osoby/km². W styczniu 2015 r. Montclus zamieszkiwało 59 osób, przy gęstości wynoszącej 2,8 osób/km².